# Ämbetsförklaring
Sveriges statschef kan enligt Riksdagsordningen efter tillträdet inför riksdagens kammare avge en ämbetsförklaring, det vill säga förklara att vederbörande är villig att åta sig de med ämbetet förenade plikterna enligt vad som stadgas i Regeringsformen.
I och med att 1809 års regeringsform upphörde vid utgången av 1974, så utgick även den konungaförsäkran som fastställdes av Riksens ständers beslut 2 maj 1810, och som justitieministern traditionellt förestavade för den nytillträdde monarken i konselj inför Statsrådet.
Den här paragrafen har ännu inte använts eftersom Carl XVI Gustaf tillträdde innan ändringen ägde rum.